# Przemoc wobec kobiet

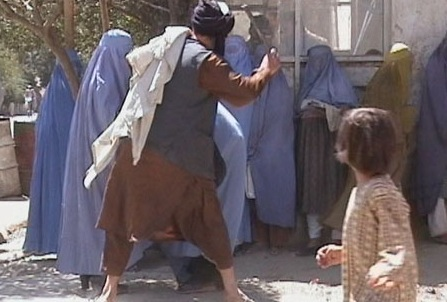
Publiczna chłosta kobiety ze strony członka talibskiej policji religijnej jako kara za zdjęcie burki. Zdjęcie to klatka z nagrania uchwyconego przez Rewolucyjne Stowarzyszenie Kobiet Afganistanu w Kabulu.

Przemoc wobec kobiet – termin używany całościowo wobec aktów przemocy skierowanych głównie lub wyłącznie wobec kobiet. Taka przemoc jest często uważana za formę zbrodni nienawiści. Przemoc wobec kobiet zakorzeniona jest w nierówności płci .

## Definicja ONZ
Najbardziej rozpowszechniona definicja została wyrażona przez Zgromadzenie Ogólne ONZ w postaci deklaracji o eliminacji przemocy wobec kobiet z 1993 r., która definiuje przemoc wobec kobiet jako:

każdy akt przemocy, związany z faktem przynależności danej osoby do określonej płci, którego rezultatem jest, lub może być, fizyczna, seksualna lub psychiczna krzywda lub cierpienie kobiet, włącznie z groźbą popełnienia takich czynów, wymuszaniem lub arbitralnym pozbawianiem wolności, niezależnie od tego, czy czyny te miały miejsce w życiu publicznym czy prywatnym.
Przemoc wobec kobiet obejmuje, ale nie ogranicza się do:
- fizycznej, seksualnej i psychicznej przemocy w rodzinie, włączając w to bicie, wykorzystywanie seksualne dziewcząt w domu rodzinnym, przemoc na tle konfliktu o wysokość posagu lub w celu uzyskania kolejnego posagu, gwałt w małżeństwie, okaleczanie narządów płciowych kobiet i inne tradycyjnie stosowane, okrutne praktyki, przemoc pozamałżeńską oraz przemoc związaną z wyzyskiem;
- fizycznej, seksualnej i psychicznej przemocy występującej w danej społeczności, włączając w to gwałt, wykorzystywanie seksualne, molestowanie seksualne oraz wytwarzanie atmosfery zastraszenia w miejscu pracy, w instytucjach edukacyjnych i w innych miejscach oraz handel kobietami i zmuszanie do prostytucji.
- fizycznej, seksualnej i psychicznej przemocy stosowanej lub tolerowanej przez państwo, niezależnie od tego czy miała ona miejsce w życiu publicznym, czy też prywatnym.

## Skala zjawiska

### W Unii Europejskiej
Agencja Praw Podstawowych Unii Europejskiej ogłosiła w marcu 2014 raport pt. „Przemoc wobec kobiet: badanie przeprowadzone w skali UE”. Metodologię oparto na rozmowach ankietowych z 42.000 mieszkankami krajów Unii Europejskiej. Odpowiedzi respondentek z Polski wskazują na mniejszą skalę zjawiska przemocy wobec kobiet w Polsce w porównaniu z wynikami średnimi dla wszystkich 28 państw UE. Według raportu ONZ w 2023 około 51.100 kobiet zostało zabitych przez swoich partnerów lub członków rodzin. Stanowiło to 60% zabójstw kobiet na świecie.